# 亚历山大·齐科
亚历山大·齐科（1845年—1907年11月10日）是德国画家与插画家。

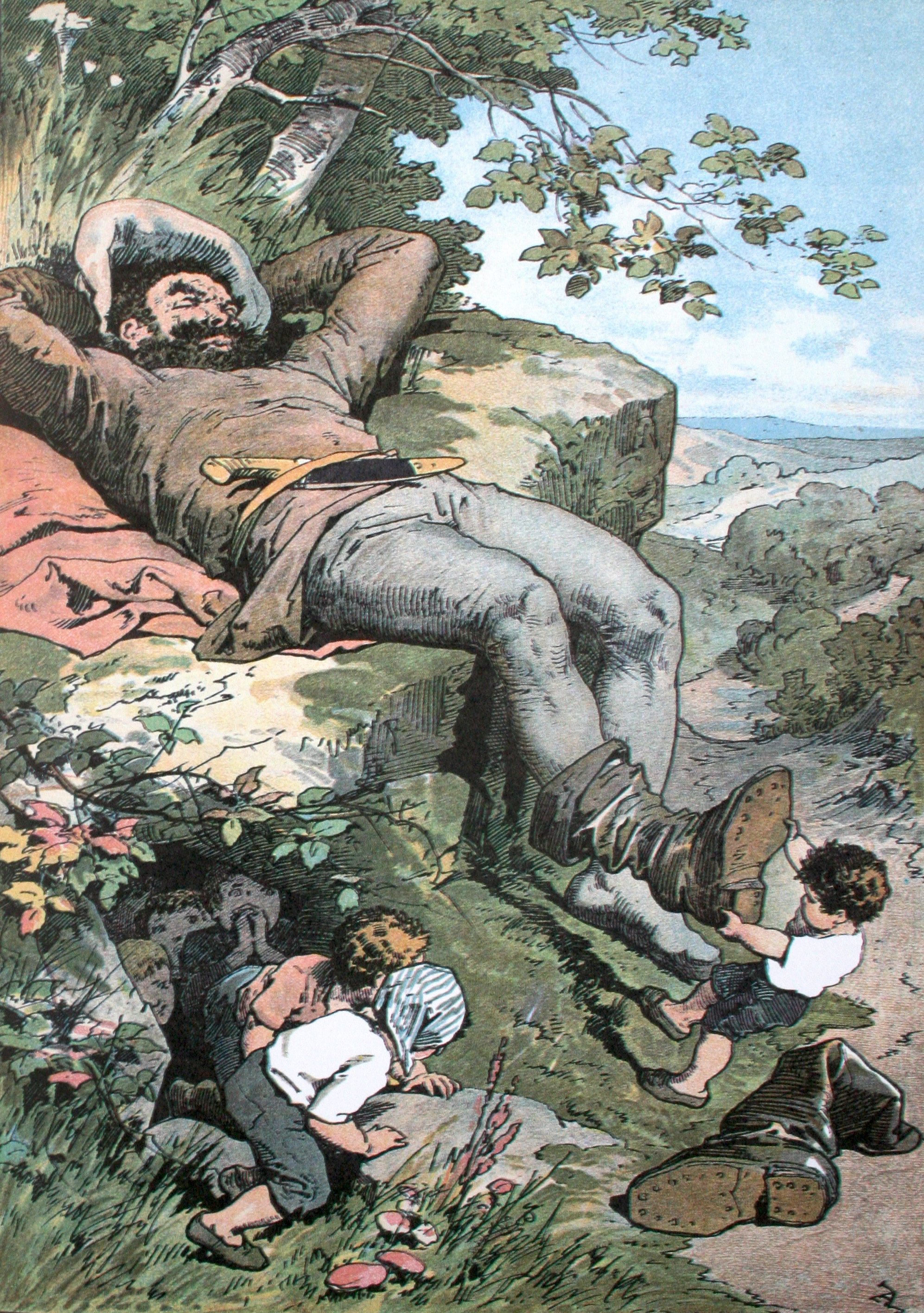
亚历山大·济科为大拇指汤姆所作的插图

亚历山大·齐科是画家与建筑师Januarius Zick（1730-1797）的曾孙，壁画艺术家Johannes Zick（1702-1762）的儿子。
他是August Wittig和Eduard Bendemann的学生。